# Stigmella dentatae
Stigmella dentatae là một loài bướm đêm thuộc họ Nepticulidae. Nó được tìm thấy ở Nhật Bản (Hokkaido), Nga (Primorskiy Kray) và Trung Quốc (Heilongjiang).
Sải cánh dài 5.1-6.4 mm. Con trưởng thành bay vào tháng 5 và again từ tháng 7 đến tháng 9. Có hai lứa trưởng thành một năm.
Ấu trùng ăn Quercus mongolica (bao gồm var.grosseserrata in Japan) và Quercus dentata (in Primorskiy Kray). Chúng ăn lá nơi chúng làm tổ. Kén của nó giống với kén của Stigmella aladina và Stigmella roborella.